# Губань, Мария Григорьевна
Мария Григорьевна Губань (род. 14 августа 1947, село Чапаевка, ныне село Калиново Таращанского района Киевской области) — украинская советская деятельница, звеньевая колхоза имени Чапаева Таращанского района Киевской области. Депутат Верховного Совета СССР 11-го созыва.

## Биография
Родилась в крестьянской семье. Образование среднее.
С 1964 года — телятница, с 1972 года — звеньевая колхоза имени Чапаева села Чапаевка Таращанского района Киевской области. Собирала высокие урожаи сахарной свеклы.
Потом — на пенсии в селе Чапаевка (теперь — Калиново) Таращанского района Киевской области .

## Награды
- орден Трудовой Славы III ст.
- медали